# John DeWitt
John Riegel DeWitt (Phillipsburg, Nova Jersey, 29 d'octubre de 1881 - Nova York, 28 de juliol de 1930) va ser un atleta estatunidenc, especialista en els llançaments que va competir a cavall del segle xix i el segle xx.
El 1904 va prendre part en els Jocs Olímpics de Saint Louis, on guanyà una medalla de plata en el llançament de martell del programa d'atletisme, en quedar rere John Flanagan i per davant de Ralph Rose.